# Odüsszeusz

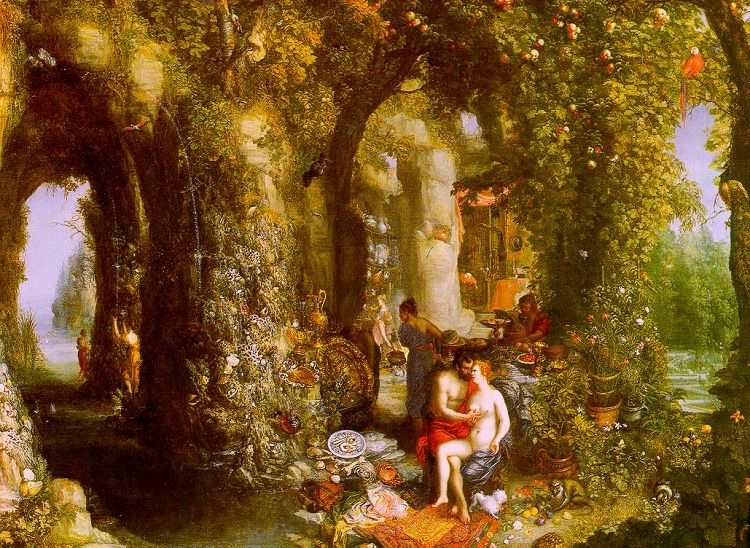
Id. Jan Brueghel:Odüsszeusz és Kalüpszó nimfa

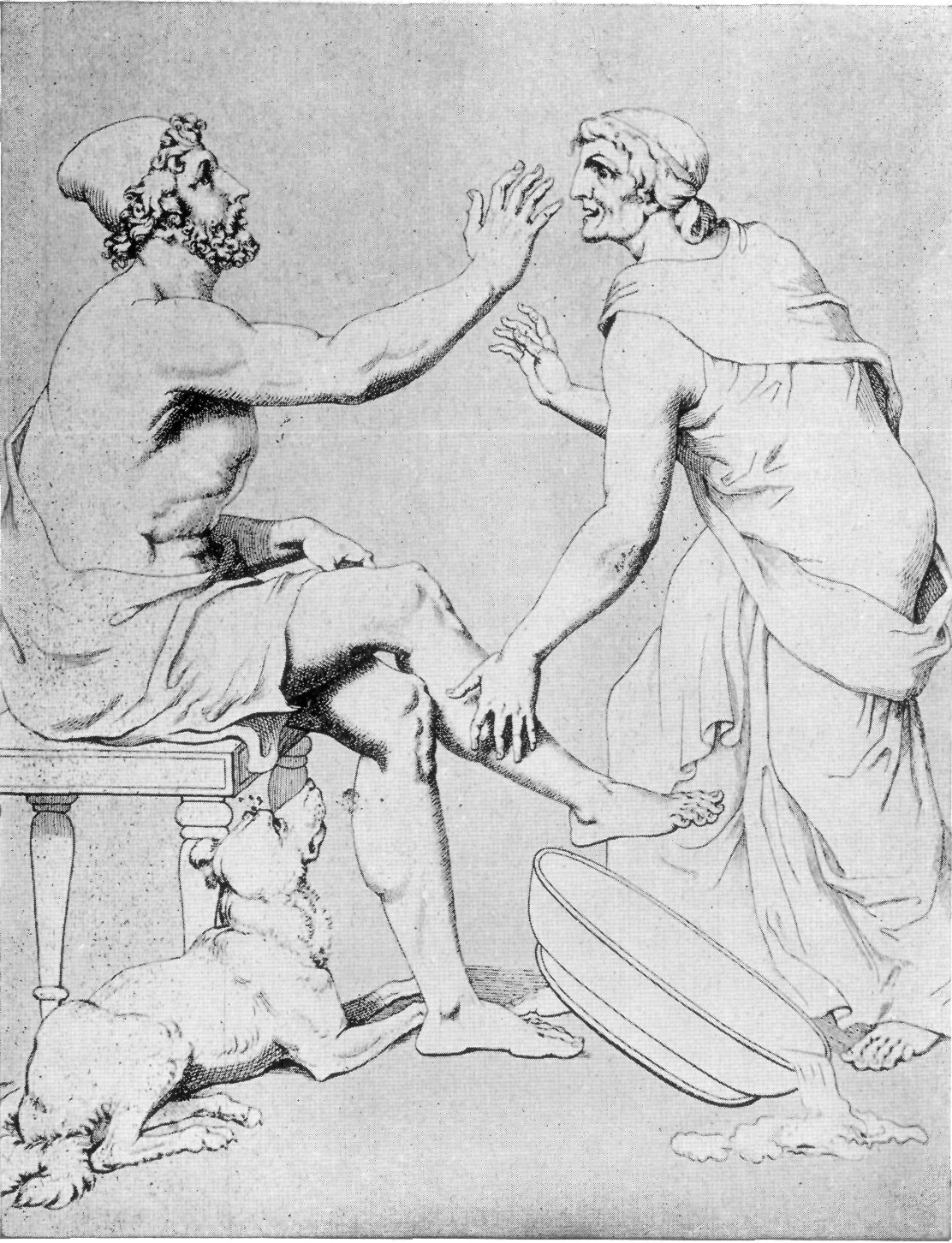
Odüsszeusz hazatérése (C.G.Heyne)

Odüsszeusz (Ὀδυσσεύς latinos írásmóddal Ulysses, sokszor Ulyxes) a görög mitológiában Ithaka királya, Laertész és Antikleia fia. Felesége Pénelopé, fia Télemakhosz. Fő tulajdonsága a leleményesség és ravaszság. Noha először őrültséget színlelt, hogy ne kelljen Trója ellen harcba szállnia, utóbb csavaros ötleteivel segítette a háború megnyerését. A tíz évig tartó trójai háború befejezése után még további tíz évig tartott a hazaútja, ezt 40 napban foglalja össze az Odüsszeia című eposz.

## Házassága
Hellász szinte minden királya Spártába sereglett, amikor híre ment, hogy Helené férjet keres. Köztük volt Odüsszeusz is, szintén Helené kezére pályázott. Tündareósz spártai király egészen megrettent a hatalmas tömegtől és félt attól, hogy ha egy kérőt kiválaszt, akkor az összes többi megrövidítve érzi magát és lerohanják a palotáját. A leleményes Odüsszeusz látta, hogy Helené körül nem sok keresnivalója van, ezért felajánlotta Tündareósznak, hogy segít neki, ha ő viszonzásul megkéri unokahúgának, Pénelopének kezét a számára Ikariosztól, a testvérétől. Az egyezség létrejött, Odüsszeusz tanácsára Tündareósz a választás eredményének (Menelaosz) kihirdetése előtt megeskette a kérőket, hogy a kiválasztottat segítik, majd megszerezte Ikariosztól az Odüsszeusz és Pénelopé között kötendő házassághoz a beleegyezést.

## Hadba indulás
Odüsszeusz őrültséget tettetett, hogy ne kelljen háborúba mennie Trója ellen: tojáshéj formájú nemezkalapban, ökröt és szamarat egymás mellé fogva szántott, és sóval vetette be a barázdákat. A tizedik barázdánál csecsemő fiát tették a közeledő állatok elé. Mivel értelmes embernek bizonyulva visszafogta az állatokat, fel kellett adnia azt a fikciót, hogy őrült, és kénytelen-kelletlen csatlakozott a hadba indulókhoz.
Más értelmezés szerint azonban nem őrültséget tettetett, hanem jósolt; minden egyes sóval behintett barázdával egy további kárbaveszett évet jósolt a hadaknak.

## Halála
Az Odüsszeia 11. énekében így jósol Odüsszeusznak az „igaz szót” mondó Teiresziasz
A tengerről jő majd a halálod,

gyöngéden közelít hozzád, és könnyü öregség

végén sujt csak rád, amidőn körülötted a néped

boldogan él.
A görög mítosz egy másik változatában Odüsszeusznak nemcsak Pénelopétól született fia, hanem Kirkétől is, neve Télegonosz. Ő volt, aki a tengerről jövet akaratlanul Odüsszeusz halálát hozta: Odüsszeuszt keresve bolyongott a tengeren, és Ithaka szigetét fel nem ismerve megtámadta azt. Odüsszeusz Ithaka védelmében esett el, Télegonosz rájagerinc hegyű dárdájától. Miután Télegonosz száműzetésben töltött egy esztendőt, hogy megtisztuljon az apagyilkosság bűnétől, feleségül vette Pénelopét. Pénelopé és Odüsszeusz fia, Télemakhosz viszont Télegonosz anyját, Kirkét vette feleségül, így pecsételve meg a család két ágának békéjét.